# Zerstörerdivisionen (Kriegsmarine)
Die Zerstörerdivisionen waren militärische Verbände der deutschen Kriegsmarine vor Beginn des Zweiten Weltkriegs.
Mit der Indienststellung der Zerstörer ab 1937 als Zerstörer 1934 (3 Stück), Zerstörer Typ 1934 A (12 Stück) und Zerstörer 1936 (6 Stück) wurden diese in Zerstörerdivisionen zusammengefasst. Die Unterstellung erfolgte bis November 1939 unter den Führer der Torpedoboote und dann unter den Führer der Zerstörer.
Im Herbst 1938 wurden die Zerstörerdivisionen schrittweise in Zerstörerflottillen überführt. Die 1. und 3. Zerstörerdivision bildete die 1. Zerstörerflottille. Im gleichen Zeitraum wurde die 2. Zerstörerdivision in die 2. Zerstörerflottille überführt. Die 6. und 8. Zerstörerdivision wurde im April 1939 zur 4. Zerstörerflottille. Im Dezember 1939 wurde aus der 4. und 5. Zerstörerdivision die 3. Zerstörerflottille.

## 1. Zerstörerdivision
Die 1. Zerstörerdivision wurde aus den Zerstörern, Typ 1934, Z 2 Georg Thiele, Z 3 Max Schultz und Z 4 Richard Beitzen in Swinemünde gebildet. Im April 1938 machte die Flottille ihre erste Auslandsreise mit einem Besuch von Ulvik in Norwegen. Am 22. August 1938 nahm die Georg Thiele an der Flottenparade vor Hitler und dem ungarischen Staatsoberhaupt Miklós Horthy anlässlich der Taufe des Schweren Kreuzers Prinz Eugen teil. Nach den Herbstmanövern der Flotte und den Feierlichkeiten zum Stapellauf des Flugzeugträgers Graf Zeppelin liefen die Zerstörer der Flottille in die Gewässer um Island, um ihre Seefähigkeit und die Eignung des modifizierten Bugs im winterlichen Nordatlantik zu testen. Über das Bestehen war Kapitän zur See Eberhard Weichold Chef der Division. Im Herbst 1938 wurde die 1. Zerstörerdivision aufgelöst und in die 1. Zerstörerflottille überführt.

## 2. Zerstörerdivision
Die 2. Zerstörerdivision wurde aus den Zerstörern, Typ 1934 A, Z 5 Paul Jacobi, Z 6 Theodor Riedel und Z 7 Hermann Schoemann in Wilhelmshaven gebildet. Schon im August 1938 waren die Zerstörer der Flottille auf einer Norwegenreise im Einsatz, nahmen dann an der Parade zu Ehren von Hitler und Horthy anlässlich des Stapellaufs des Schweren Kreuzers Prinz Eugen teil, wurde bei den Herbstmanövern eingesetzt und die Flottille ging mit dem Panzerschiff Admiral Graf Spee vom 6. bis zum 23. Oktober 1938 auf eine Atlantikreise. Chef der 2. Zerstörerdivision war der Fregattenkapitän Friedrich Bonte, welcher nach der Auflösung der 2. Zerstörerdivision die daraus hervorgegangene 2. Zerstörerflottille übernahm.
Im Herbst 1938 wurde die 2. Zerstörerdivision aufgelöst und in die 2. Zerstörerflottille überführt.

## 3. Zerstörerdivision
Die 3. Zerstörerdivision wurde aus den Zerstörern, Typ 1934 A, Z 14 Friedrich Ihn, Z 15 Erich Steinbrinck und Z 16 Friedrich Eckoldt gebildet. Im Januar/Februar 1939 war die Iltis zur Ausbildungszwecken der Division zugeteilt. Im Herbst 1938 wurde die 3. Zerstörerdivision aufgelöst und in die 1. Zerstörerflottille überführt.

## 4. Zerstörerdivision
Die 4. Zerstörerdivision wurde aus den Zerstörern, Typ 1936, Z 20 Karl Galster, Z 21 Wilhelm Heidkamp und Z 22 Anton Schmitt in Wesermünde gebildet. Vom 28. bis 30. September 1939 führte die Karl Galster zusammen mit den Zerstörern Wilhelm Heidkamp (ebenfalls aus der Division), Bernd von Arnim, Erich Giese (beide von der 4. Zerstörerflottille), Diether von Roeder, Hermann Künne und Hans Lüdemann (alle drei von der 5. Zerstörerdivision) Handelskrieg im Skagerrak, wobei 58 Handelsschiffe durchsucht und neun mit einer Prisenbesatzung nach Kiel geschickt wurden. Vom 17. bis 18. Oktober 1939 nahm die Karl Galster an einer Minenunternehmung des Führers der Torpedoboote (F.d.T.), Konteradmiral Günther Lütjens, gegen die Mündung des Humber teil. Mit dabei waren die Zerstörer Wilhelm Heidkamp von der 4. Zerstörerdivision, Hermann Künne, Diether von Roeder, Hans Lüdemann (alle drei von der 5. Zerstörerdivision) und Friedrich Eckoldt von der 1. Zerstörerflottille. Am 12. und 13. November 1939 führte die Karl Galster und die Wilhelm Heidkamp mit den Zerstörern Hans Lüdemann und Hermann Künne von der 5. Zerstörerdivision eine Minenunternehmung gegen die Themsemündung durch. Im Dezember 1939 wurde die 4. Zerstörerdivision mit der 5. Zerstörerdivision als letzte Zerstörerdivisionen aufgelöst und in die 3. Zerstörerflottille überführt.

## 5. Zerstörerdivision
Die 5. Zerstörerdivision wurde aus den Zerstörern, Typ 1936, Z 17 Diether von Roeder, Z 18 Hans Lüdemann und Z 19 Hermann Künne in Swinemünde gebildet. Z 17 wurde Führerboot der Division. Im Januar/Februar 138 war die Iltis zur Ausbildungszwecken der Division zugeteilt. Unter Fregattenkapitän Hans Hartmann, welcher die 5. Zerstörerdivision über das gesamte Bestehen hinweg führte, war die Karl Galster von der 4. Zerstörerdivision mit den Divisions-Booten Diether von Roeder, Hermann Künne und Hans Lüdemann im September 1939 an der Verlegung der Westwall-Minensperren in der Nordsee beteiligt. Vom 28. bis 30. September 1939 führte die Karl Galster von der 4. Zerstörerdivision zusammen mit den Zerstörern Wilhelm Heidkamp (ebenfalls aus der Division), Bernd von Arnim, Erich Giese (beide von der 4. Zerstörerflottille), Diether von Roeder, Hermann Künne und Hans Lüdemann (alle drei von der 5. Zerstörerdivision) Handelskrieg im Skagerrak, wobei 58 Handelsschiffe durchsucht und neun mit einer Prisenbesatzung nach Kiel geschickt wurden. Am 12. und 13. November 1939 führte die Hans Lüdemann und Hermann Künne mit den Zerstörern Karl Galster und die Wilhelm Heidkamp von der 4. Zerstörerdivision eine Minenunternehmung gegen die Themsemündung durch.
Im Dezember 1939 wurde die 5. Zerstörerdivision mit der 4. Zerstörerdivision als letzte Zerstörerdivisionen aufgelöst und in die 3. Zerstörerflottille überführt.

## 6. Zerstörerdivision
Die 6. Zerstörerdivision wurde aus den Zerstörern, Typ 1934 A, Z 8 Brund Heinemann, Z 9 Wolfgang Zenker und Z 11 Bernd von Arnim gebildet. Mit der Indienststellung war auch Z 10 Hans Lody der Division zugeteilt, kam dann aber im November 1938 als Führungsschiff zur 8. Zerstörerdivision. Chef der 6. Zerstörerdivision war Korvettenkapitän/Fregattenkapitän Ulrich Brocksien. Im April 1939 wurde die 6. Zerstörerdivision aufgelöst und in die 4. Zerstörerflottille überführt. Z 8 kam zur 2. Zerstörerflottille.

## 8. Zerstörerdivision
Die 8. Zerstörerdivision wurde aus den Zerstörern, Typ 1934 A, Z 10 Hans Lody (ab November 1938 Führungsschiff), Z 12 Erich Giese und Z 13 Erich Koellner gebildet. Im April 1939 wurde die 8. Zerstörerdivision aufgelöst und in die 4. Zerstörerflottille überführt.